# Municipio de Turtlecreek
El municipio de Turtlecreek (en inglés: Turtlecreek Township) es un municipio ubicado en el condado de Warren en el estado estadounidense de Ohio. En el año 2010 tenía una población de 15143 habitantes y una densidad poblacional de 95,98 personas por km².

## Geografía
El municipio de Turtlecreek se encuentra ubicado en las coordenadas 39°28′6″N 84°17′36″O / 39.46833, -84.29333. Según la Oficina del Censo de los Estados Unidos, el municipio tiene una superficie total de 157.77 km², de la cual 157.15 km² corresponden a tierra firme y (0.39%) 0.62 km² es agua.

## Demografía
Según el censo de 2010, había 15143 personas residiendo en el municipio de Turtlecreek. La densidad de población era de 95,98 hab./km². De los 15143 habitantes, el municipio de Turtlecreek estaba compuesto por el 81.17% blancos, el 16.83% eran afroamericanos, el 0.24% eran amerindios, el 0.36% eran asiáticos, el 0.02% eran isleños del Pacífico, el 0.51% eran de otras razas y el 0.88% pertenecían a dos o más razas. Del total de la población el 1.46% eran hispanos o latinos de cualquier raza.